# 췌장암
췌장암(膵臟癌, pancreatic cancer, 문화어: 취장암)은 위장 뒤쪽에 있는 췌장에 발생하는 암이다. 조절되지 않고 증식한 악성 세포는 덩어리를 이룰 수 있으며, 신체 다른 부분으로 침투하는 능력을 가지고 있다. 여러 종류의 췌장암이 현재 알려져 있다. 가장 흔한 췌장암은 췌장선암(pancreatic adenocarcinoma)으로 전체 췌장암의 90% 정도를 차지한다. "췌장암"(pancreatic cancer)이라는 단어 자체가 오직 췌장선암만을 가리켜 쓰이는 경우도 간혹 있다. 이 선암종은 췌장 내에서 소화효소를 만드는 부분에서 시작한다. 그 외에 선암종이 아닌 여러 다른 종류의 췌장암도 이러한 소화효소를 만드는 세포에서 발생할 수 있다. 췌장암의 1~2%는 신경내분비종양으로, 췌장에서 호르몬을 만드는 세포인 신경내분비세포에서 발생한다. 신경내분비종양은 췌장선암보다는 보통 덜 공격적이다.
췌장암의 가장 흔한 증상과 징후는 황달, 복통과 등의 통증, 원인을 알 수 없는 체중 감소(악액질), 색이 옅어진 대변, 어두운 소변, 식욕부진 등이 있다. 대개 췌장암 초기에는 별다른 증상이 나타나지 않으며, 후기로 진행하기 전에는 췌장암을 의심할 만한 특이적인 증상이 잘 발생하지 않는다. 진단될 때 췌장암은 다른 신체 부위로 전이한 경우가 자주 있다.
40세 이전에 췌장암이 발병하는 경우는 드물며, 전체 발병 사례 중 절반 이상은 70세 이상에서 발생한다. 췌장암의 위험 요인에는 흡연, 비만, 당뇨병, 기타 희귀 유전자가 있다. 췌장암 발병 사례의 25% 정도가 흡연과 연관이 있으며, 5~10%는 선천적인 유전자와 연관되어 있다.
췌장암 진단 시에는 초음파 촬영이나 컴퓨터단층촬영(CT) 같은 의학촬영 기법과 혈액 검사, 조직 표본 생검과 같은 여러 방식을 함께 동원한다. 췌장암은 초기(I기)부터 말기(IV기)까지 여러 병기로 나뉜다. 일반 인구를 대상으로 한 선별검사는 효과적이지 못하다고 알려져 있다.
췌장암의 발병 위험은 비흡연자, 정상 체중을 유지하는 사람, 적색육이나 가공육 소비를 제한하는 사람에서 낮다. 반대로 남성, 특히 적색육 소비량이 많은 경우 췌장암 발병 위험이 높다. 그러나 이는 논쟁이 되기도 하는데, 2013년 연구에서는 남성의 적색육 소비량과 췌장암 간의 어떠한 통계적으로 유의미한 관련성도 찾아내지 못하였기 때문이다. 이 연구에서는 반면 현미경으로 췌장암을 발견한 경우로 제한했을 때, 여성의 적색육 소비량이 췌장암 위험과 관련이 있다고 주장하였다. 한편 흡연자가 금연을 하면 췌장암 발생 위험이 낮아져 담배를 끊은 지 20년이 지나면 일반 인구와 거의 비슷한 수준으로 돌아온다. 췌장암은 수술, 방사선치료, 화학요법, 완화의료, 혹은 이 중 여러 개를 같이 시행하여 치료할 수 있다. 치료 선택은 암의 병기에 따라 일부 달라진다. 수술은 췌장선암을 치료할 수 있는 유일한 방법이며, 완치 가능성이 없더라도 삶의 질 개선을 위해 실시하기도 한다. 통증 관리와 소화를 개선하기 위한 약제 사용이 필요하기도 하다. 한편 완치 목적으로 치료를 받는 중인 환자에게도 초기부터 완화의료가 권장된다.
췌장암은 국제적으로 가장 치명적이며 생존률이 가장 낮은 암 중 하나이다. 2015년 한 해 기준 모든 종류의 췌장암을 합했을 때 전 세계 사망자 수는 411,600명이었다. 영국의 경우 췌장암이 암 중에서 5번째로 사망자 수가 많으며, 미국의 경우 사망자 수 3위를 차지하고 있다. 선진국에서 잘 발병하는 암으로, 2012년 기준 신규 발병 사례의 70%가 선진국에서 발생한 환자였다. 췌장선암은 대개 예후가 아주 좋지 않으며, 진단 후 1년 생존율은 25%이며 5년 생존율은 12%에 이른다. 초기에 진단하는 경우 5년 생존율은 20%까지 올라간다. 한편 신경내분비종양인 경우 예후가 좀 더 좋아, 진단 이후 5년이 지난 시점에 65%가 생존해 있다. 그러나 신경내분비종양 안에서도 종양의 종류에 따라 생존율은 크게 다르다.
대한민국의 경우 2020년 한 해 췌장암은 8,414명 발생하여 전체 암 중 8번째로 많이 발생하였다. 1999년부터 2020년까지 연평균 췌장암 발생은 1.6% 증가 추세이다. 남녀 전체에서 췌장암의 5년 생존율은 15.2%로 낮았다. 또한 이미 다른 신체 부위로 원격 전이된 상태에서 진단 받은 환자의 비율도 40%로 높은 편이었다. 암이 원발 병소에 국한된 초기의 경우 5년 생존율이 48%, 인접 조직이나 림프절을 침범한 경우 20.4%, 원격 전이된 경우 2.4%로 동일 조건에서 다른 암들에 비해 낮은 편이다. 한편 환자 전체에서 10년 생존율은 8.7%였다. 2020년 기준 췌장암 유병자 수는 16,415명으로 등록되어 있다.

## 설명
췌장은 위장의 뒤쪽, 몸의 가운데에 있으며 길이가 20cm정도로 길다. 췌장의 주된 역할은 이자액이라 불리는 소화액을 만들고 호르몬을 만드는 것이며, 췌장암의 대부분이 이자액을 운반하는 췌관의 세포에서 발생한다. 보통 췌장암이라고 하면 췌관암을 말하며, 그 외에 낭종성암(낭선암), 내분비종양 등도 발생할 수 있다. 대한민국에서는 발생빈도 10위의 암으로 서양식 식사가 보편화되면서 더욱 증가할 것으로 보인다. 육식 위주의 식사를 많이 하는 지역에서는 발생빈도가 높다. 남자에게 많이 발생하고 주로 50대나 60대에 많다. 위, 십이지장, 소장, 대장, 간, 담낭, 비장 등의 장기에 둘러싸여 있는 위치 때문에 암의 발견이 어려운 편이다. 게다가 췌장이라는 기관 자체가 혈관과 담관이 모여있는 기관이라서 한번 발병하면 다른 기관으로 빠르게 전이된다. 이 때문에 암이 초기라고 해도 순식간에 말기가 되는 경우가 많다. 발병시 4개월 ~ 8개월 밖에 살지 못하는 경우가 대부분으로 예후가 좋지 않고, 수술에 성공하여 증상이 나아진다고 해도 5년 이상 생존하는 비율이 17∼24%정도로 적은 편이다. 이 때문에 다른 암들은 5년 생존율을 따지는 반면 이 암은 3년 생존율을 따진다는 말도 있다. 췌장암은 머리 부분에서 70%가 발생한다.
이 병으로 세상을 떠난 유명인으로는 세계적인 성악가 루치아노 파바로티와 탤런트 김주승, 배우 패트릭 웨인 스웨이지, 바베이도스의 총리 데이비드 톰프슨, 애플의 전 CEO 스티브 잡스, 건반 연주자 존 로드, 대한민국의 배우 진도희, 김영애, 대한민국의 성우 박상일 등이 있다.

## 종류

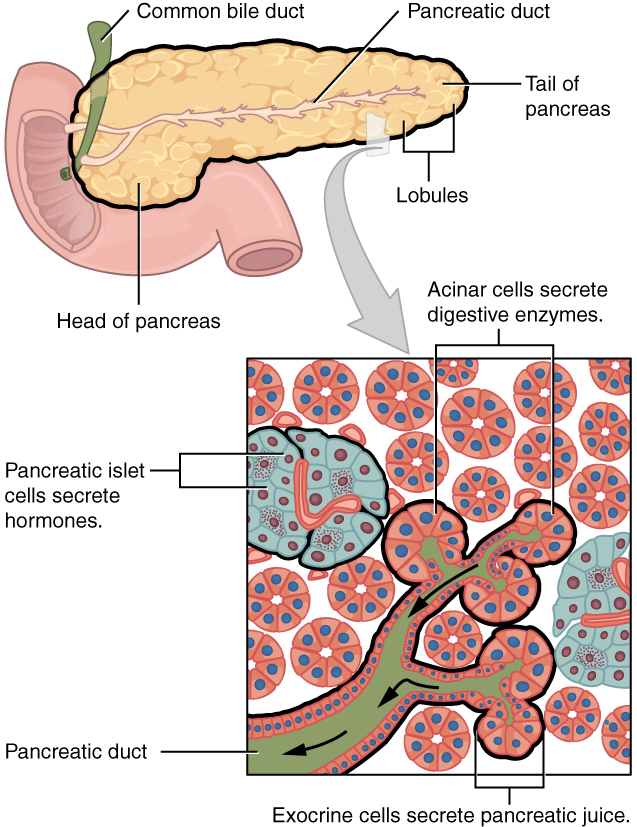
췌장은 랑게르한스섬의 내분비 세포와, 외분비 역할을 하는 샘꽈리세포에 의해 다양한 역할을 수행한다. 췌장암은 이 세포들 중 어느 쪽에서든 발생할 수 있으며, 내분비와 외분비 기능 어느 쪽이든 문제가 생길 수 있다.

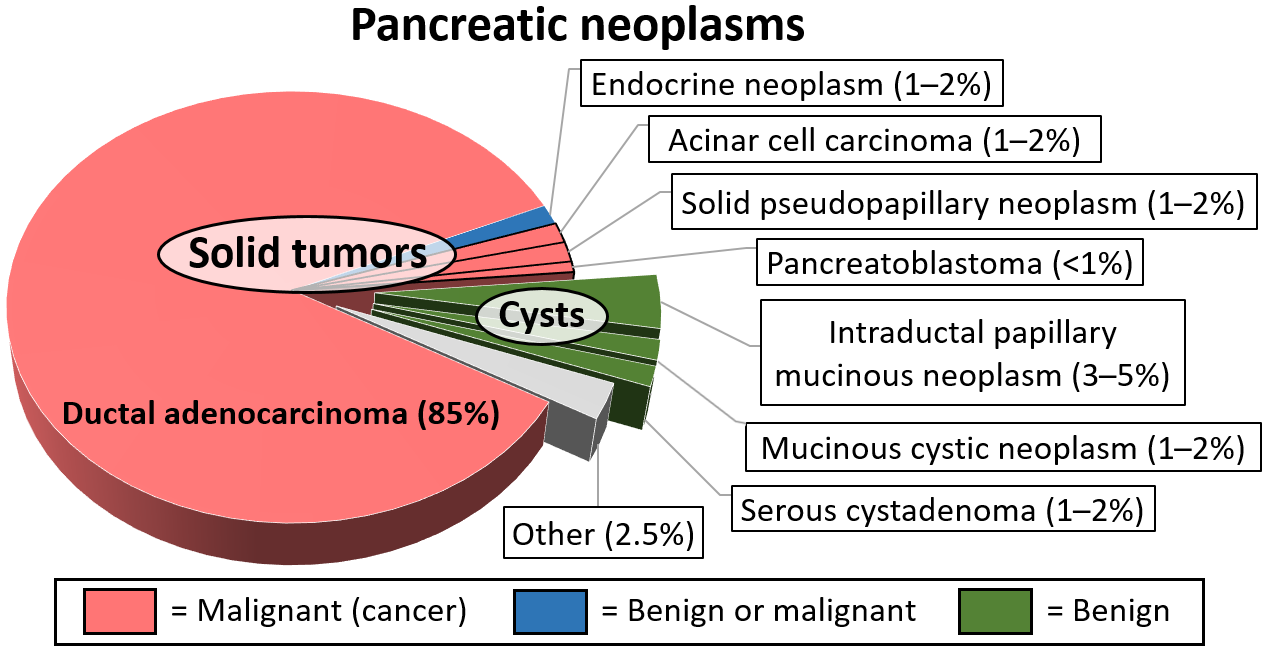
다양한 췌장 신생물의 상대발생률. 췌장암은 빨간색/분홍색으로 표시되어 있다.

췌장암에는 많은 종류가 있으며 주로 두 개의 큰 집단으로 나눌 수 있다. 95% 정도를 차지하는 대다수 췌장암은 소화효소를 생산하는 부분, 즉 췌장의 외분비 부분에서 발생한다. 외분비 췌장암의 여러 아형이 기술되어 있으나, 진단이나 치료에 있어서는 서로 간에 공통점이 많다.
나머지 소수의 췌장암은 호르몬을 만드는 췌장 조직, 즉 내분비 부분에서 발생할 수 있다. 이런 종양은 췌장신경내분비종양(pancreatic neuroendocrine tumor, PanNETs라고 줄이기도 함)이라고 하며, 임상적 특징이 외분비 췌장암과 다르다. 두 경우 모두 40세 이상 연령에서 대부분 발생하며, 남성에서 좀 더 많이 발생한다. 비교적 드문 아형의 췌장암은 여성이나 소아에서 더 많이 발생하기도 한다.

### 외분비암
외분비 췌장암은 대개 췌장의 선암종으로, 췌장의 선암종은 전체 췌장암의 85% 정도를 차지한다. 이 중 거의 대부분은 췌장의 관, 즉 췌관에서 발생하므로 췌관선암종(pancreatic ductal adenocarcinoma. PDAC)이라고 한다. 정작 췌관선암종이 발생하는 조직인 췌관의 상피는 췌장 안의 관만을 구성하지 때문에, 세포 부피로 따졌을 때는 전체 췌장의 10% 미만을 차지한다. 췌관선암종은 췌장의 분비물, 가령 효소나 중탄산염 등을 운반하여 내보내는 췌관에서 발생한다. 선암종의 60~70%는 췌장의 머리에서 시작된다.
그 다음으로 흔한 췌장세엽세포암종(acinar cell carcinoma)은 효소를 만들어내는 세포 무리에서 발생하며, 전체 외분비 췌장암의 약 5%를 차지한다. 아래의 '신경내분비종양' 문단에 기술된 '기능성' 내분비암과 마찬가지로, 췌장세엽세포암종은 소화효소 같은 특정 분자를 과다하게 생산하도록 만들어 피부의 발진이나 관절통 등 여러 증상을 유발할 수 있다.
낭선암종(cystadenocarcinoma)은 전체 췌장암의 1% 정도를 차지하며, 다른 외분비 췌장암보다는 나은 예후를 보인다.
췌모세포종(pancreatoblastoma)은 드문 췌장암으로 대부분 소아에서 발생하며, 비교적 좋은 예후를 보인다. 다른 외분비 췌장암에는 선편평세포암종(adenosquamous carcinoma), 반지세포암종(signet ring cell carcinoma), 간세포양암종(hepatoid carcinoma), 콜로이드성암종, 미분화암종, 파골세포양 거대세포가 동반된 미분화암종 등이 있다. 고형 가유두성 종양(solid pseudopapillary tumor)은 드문 저등급 신생물로 주로 젊은 여성에서 발병하며, 일반적으로 예후가 아주 좋다.
췌장 점액성 낭성 종양(pancreatic mucinous cystic neoplasm)은 췌장 종양의 광범위한 집단으로 그 악성도가 다양하다. CT 스캔이 성능이 좋아지고 널리 이용되며 발견 빈도가 크게 증가하였고, 췌장 점액성 낭성 종양을 어떻게 가장 잘 접근 및 치료할지 토론이 이어지고 있다. 그 결과 이들 중 다수가 양성이라는 결론이 내려진 상태이다.

### 신경내분비종양
췌장의 다른 부분에서 발생하는 소수의 췌장암은 대부분 췌장신경내분비종양(PanNETs)이다. 신경내분비종양(NETs)은 양성종양과 악성종양이 다양하게 섞여 있으며, 우리 몸의 신경내분비세포에서 시작되는 종양을 말한다. 신경내분비세포는 신경계와 내분비계를 통합하는 역할을 한다. 신경내분비종양은 췌장을 포함한 신체 장기 대다수에서 발병할 수 있으며, 다양한 악성종양이 있지만 악성의 경우 모두 희귀병에 속한다. 한편 췌장신경내분비종양은 호르몬을 생산하는 정도에 따라 '기능성'과 '비기능성'으로 나눌 수 있다. 기능성 신경내분비종양은 인슐린, 가스트린, 글루카곤과 같은 호르몬을 혈액 내로 분비하며, 종종 분비하는 양이 많다. 분비량이 대량인 경우 저혈당증 같은 심각한 증상의 원인이 되기도 하지만, 반대급부로 비교적 빠른 진단을 용이하게 할 수도 있다. 가장 흔한 기능성 췌장신경내분비종양은 인슐린종과 가스트린종으로, 각각 분비하는 호르몬에 따라 이름이 붙여진 것이다. 비기능성 종양은 명백한 임상 증상을 유발할 만큼 유의미한 양의 호르몬을 분비하지 않는 종양으로, 따라서 몸의 다른 부분으로 암이 퍼진 다음에야 진단되는 경우가 자주 있다.
다른 신경내분비종양과 마찬가지로, 췌장신경내분비종양에 관한 용어와 분류의 역사는 복잡하다. 췌장신경내분비종양은 "섬세포암"(islet cell cancers) 같은 다른 용어로 불리기도 했지만, 이전에 생각했던 것과 달리, 췌장신경내분비종양은 실제로는 섬세포에서 발병하지 않는 것으로 현재 알려져 있다.

## 증상과 징후

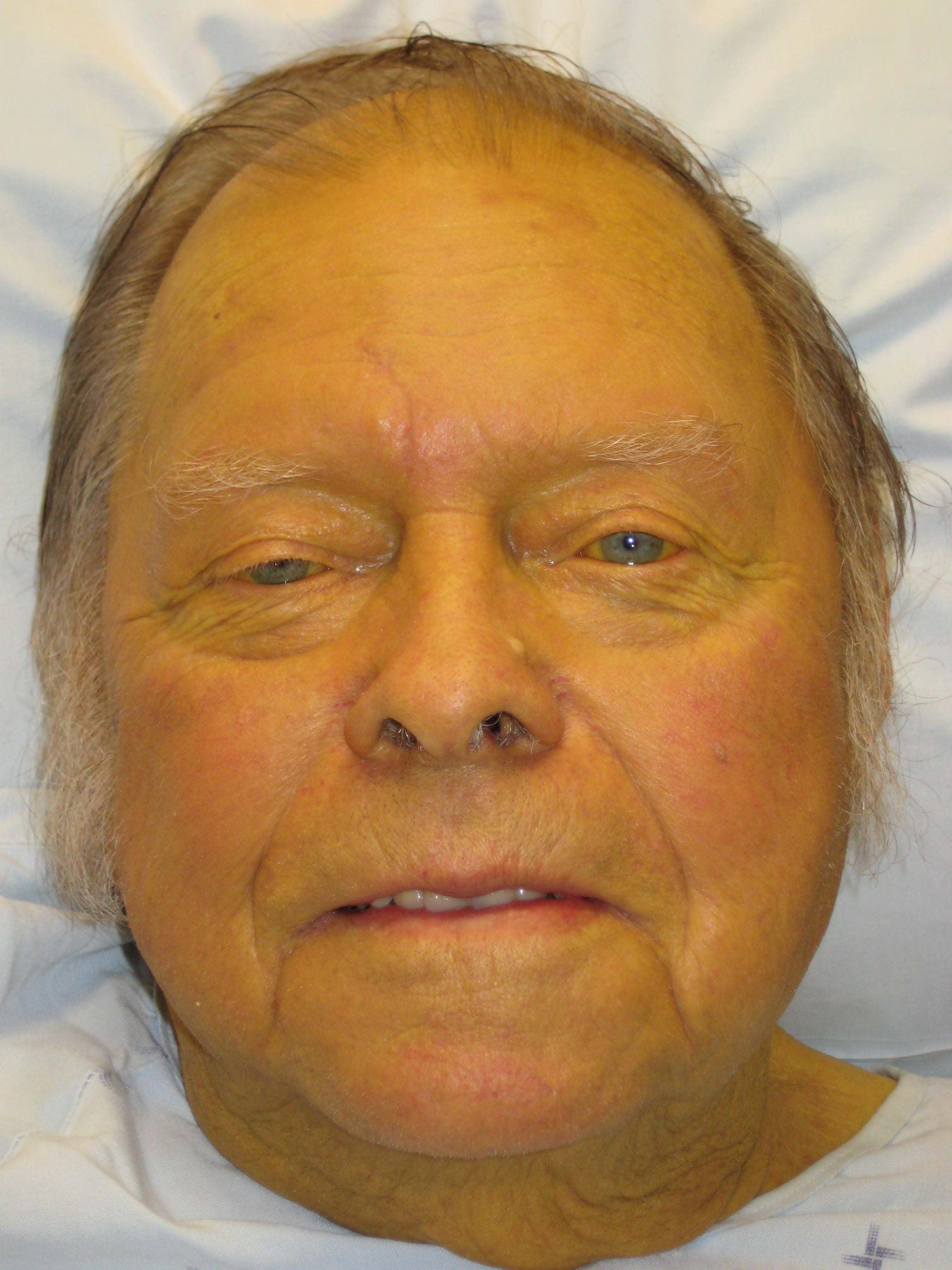
췌장의 종양이 담관을 막으면서 황달이 나타날 수 있다.

초기 췌장암은 대부분 알아차릴 만한 증상을 일으키지 않기 때문에, 췌장 바깥으로 암이 전파되기 전에는 진단이 잘 되지 않는다. 이것이 췌장암의 생존율이 일반적으로 나쁜 주요 이유 중 하나이다. 다만 기능성 췌장신경내분비종양은 예외인데, 활성을 가지는 다양한 호르몬이 과도하게 만들어지면서 (호르몬의 종류에 따라 다른) 여러 증상을 일으키기 때문이다.
췌장선암종의 흔한 증상은 다음과 같다.
상복부나 등의 통증이 나타날 수 있다. 이는 종종 배에서 등으로 퍼지는 양상으로 나타나기도 한다. 통증의 위치가 종양의 위치를 시사하는 소견으로 쓰일 수 있다. 통증은 밤에 악화되는 경우가 많으며 시간이 지날수록 심해지며 사라지지 않기도 한다. 앞으로 몸을 굽히면 약간 통증이 완화되기도 한다. 영국의 경우 췌장암 신규 발생 사례의 절반 정도가 통증이나 황달을 주소로 응급실에 내원하면서 발견된다. 한편 전체 환자의 2/3 정도에서 복통이 주된 증상이며, 46%는 복통에 황달이 동반되고, 13%는 통증 없이 황달이 나타난다. 황달은 눈의 흰자(공막)나 피부가 통증 유무와 관계없이 노랗게 착색되는 현상이다. 황달과 함께 소변의 색이 짙어지는 경우도 있다. 췌장암으로 인해 황달이 발생하는 이유는 췌장 머리에 생긴 암이 췌장을 지나가는 총담관을 막기 때문이다.
식욕부진이나 외분비 기능 저하로 인한 소화불량으로 인해 원인미상의 체중 감소(악액질, 카켁시아)가 발생하기도 한다. 한편 종양이 이웃하는 장기를 압박하여 소화 과정을 방해할 수 있다. 이때 위가 내용물을 비우는 것이 방해를 받으면 구역질과 더부룩함을 느낄 수 있다. 제대로 소화되지 않은 지방은 악취가 나는 지방변의 원인이 되기도 한다. 변비 역시 흔히 나타난다.
췌장선암종 환자의 최소 50%는 진단 당시 당뇨병을 동반하고 있다. 장기간의 당뇨병은 (위험 요인 문단에 기술되어 있듯) 췌장암의 잘 알려진 위험 요인이지만, 췌장암 자체가 당뇨병을 유발할 수 있다. 이 경우 최근 발병한 당뇨병이 췌장암의 초기 소견일 수 있다. 50세 이상 당뇨병 환자는 췌장선암종이 3년 안에 발생할 위험이 일반 인구보다 8배나 높으며, 3년이 지나면 차츰 그 상대위험도가 감소한다.

### 기타 소견
트루소증후군은 신체 어느 부위든 문맥(문맥혈전증), 말단부의 심부정맥(심부정맥혈전증), 표재정맥(표재정맥혈전증) 등에서 자발적으로 혈전이 형성되는 징후로, 췌장암과 연관되어 나타날 수 있으며 전체 췌장암의 10% 정도에서 발견 가능하다.
한편 췌장암 환자의 10~20%에서 췌장암과 관련하여 임상적 우울증이 보고되어, 최적의 관리에 방해가 될 수 있다. 우울증은 암 진단 이전에 발생하는 경우도 간혹 있어, 병의 생물학적 기전에 의해 나타난 것일 수 있다.
그 외 췌장암의 흔한 임상 양상에는 쇠약, 쉽게 지침, 구강건조증, 수면 문제, 촉진 가능한 복부 종괴가 있다.

### 전파 시 증상

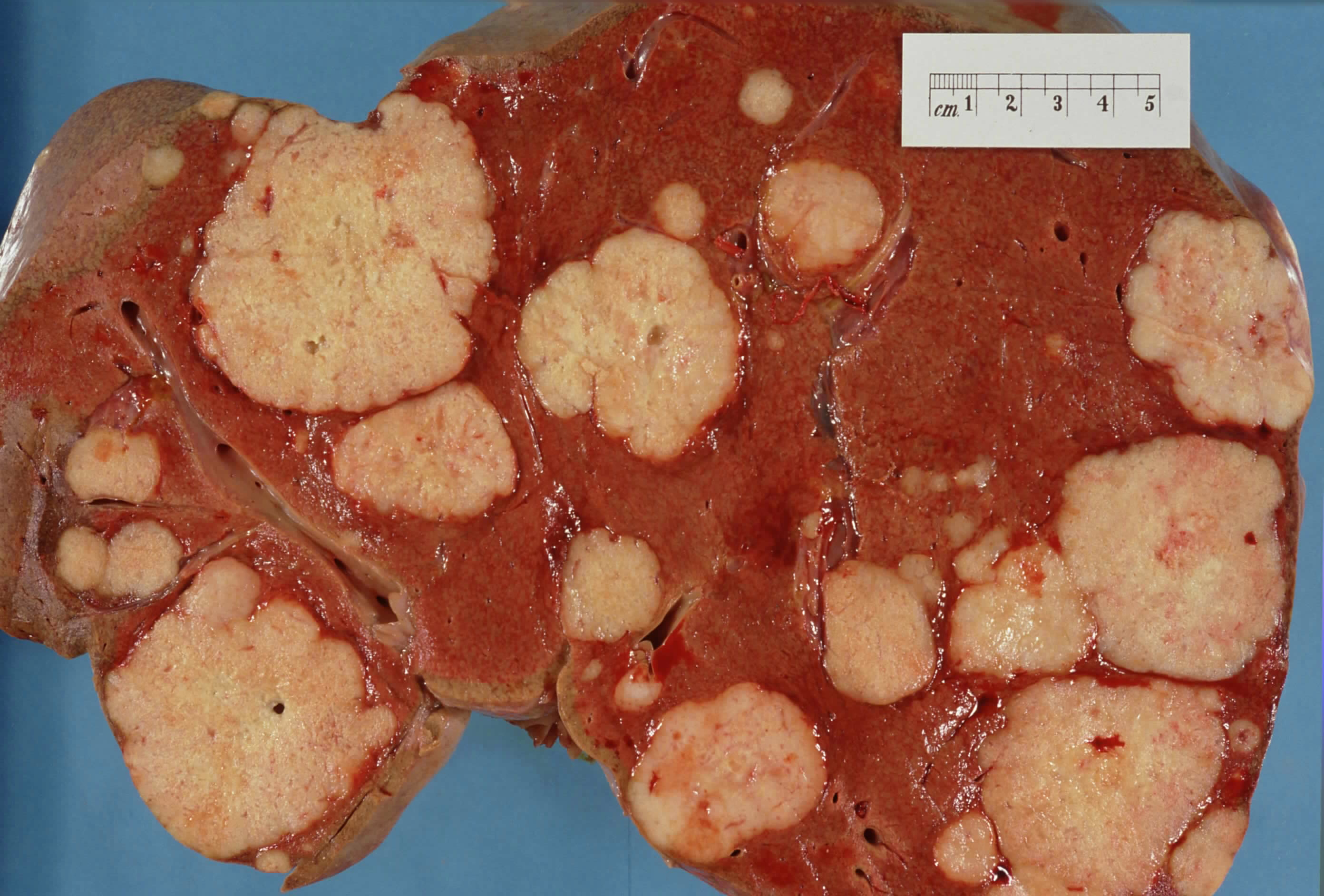
부검을 시행한 사람 간의 단면. 크고 하얀 종양이 여러 개 보이는데, 이들은 췌장암이 간으로 전이해 와서 발생한 이차성 종양이다.

췌장암이 다른 장기로 전이되면 여러 다른 증상을 일으킬 수 있다. 일반적으로 췌장선암종은 인접한 림프절로 가장 먼저 전파되며, 그 후 간이나 복강, 대장, 폐 등으로 전이된다. 드물게는 뼈나 뇌로 전이할 수 있다.
한편 반대로 다른 신체 부위에서 발생한 암이 췌장으로 전이되어 이차성 췌장암이 될 수도 있다. 이는 드문 경우로 전체 췌장암의 2% 정도를 차지한다. 콩팥암은 췌장으로 전이되는 가장 흔한 암으로, 그 다음은 대장암, 흑색종, 유방암, 폐암 등이 뒤를 잇는다. 이런 경우 치료나 증상 완화를 목적으로 췌장에 수술을 시행할 수 있다.

## 위험 요인
췌장선암종의 위험 요인에는 다음과 같은 것들이 있다.
췌장암의 발병 위험은 나이가 들수록 증가한다. 대다수가 65세 이상에서 발병하며, 40세 이전에 발병하는 사례는 드물다. 여성보다 남성에서 약간 더 많다. 미국의 경우 아프리카계 미국인에서 췌장암이 1.5배 더 호발하는데, 정작 아프리카에서 췌장암 발생률은 낮은 편이다.
흡연은 회피할 수 있는 췌장암의 위험 요인 중 가장 확실한 것으로, 장기간 흡연자에서 췌장암 발생 위험은 대략 2배 올라가며, 핀 담배의 수와 흡연 기간이 늘어나면 발병 위험이 더욱 증가한다. 담배를 끊은 뒤에는 발병 위험이 완만하게 감소하여, 비흡연자와 비슷한 수준까지 발병 위험이 낮아지려면 20년 정도가 소요된다. 비만의 경우, 체질량지수(BMI)가 35보다 큰 경우 췌장암의 상대위험도가 절반 정도 증가한다.
한편 췌장암의 5~10%는 유전성 요소를 가지고 있어, 췌장암의 가족력을 보인다. 부모, 자식, 형제와 같은 1차 가족(first-degree relative) 중 두 명 이상이 췌장암을 가지고 있다면 본인의 발병 위험이 크게 증가하며, 그 가족들이 50세 이전에 췌장암이 발생했다면 발병 위험이 중등도로 증가한다. 췌장암의 발병에 관여하는 유전자 대다수는 아직 확인되지 않았다. 유전성 췌장염은 70세까지 췌장암이 발병할 확률, 즉 평생위험도를 크게 증가시킨다. 연구에 근거하여, 유전성 췌장염 환자에게는 초기 췌장암 선별검사를 실시할 수도 있다. 이들 중 일부는 나중에 암이 발생할 것을 미리 막기 위해 췌장을 수술로 제거하기도 한다.
췌장암은 여러 희귀 유전성 증후군과 연관되어 발병할 수 있다. 그 예로는 종양억제유전자인 STK11 돌연변이로 인한 포이츠-제거스 증후군 (드물지만, 아주 강력한 위험 인자), CDKN2A 종양억제유전자 돌연변이로 인한 이형성 모반 증후군, 상염색체 열성 모세혈관확장성 운동실조증과 상염색체 우성으로 유전되는 BRCA2, PALB2 유전자 돌연변이, 유전성 비폴립 대장암(HNPCC, 린치 증후군), 가족성 샘종 폴립증(FAP) 등이 있다. 췌장신경내분비종양은 제1형 다발성 내분비종양증(MEN1)이나 폰 히펠 린다우 증후군과 연관되어 발생할 수 있다.
만성 췌장염은 췌장암 발병 위험을 거의 3배 높이며, 당뇨병과 비슷하게 새로 발생한 췌장염이 췌장암의 소견일 수 있다. 또한 가족성 췌장염 환자에서 췌장암 발병 위험이 특히 높다.
당뇨병 역시 (증상과 징후 문단에 기술되어 있듯) 췌장암의 위험 요인이며 새로 발생한 당뇨병은 췌장암의 초기 소견일 수 있다. 제2형 당뇨병을 진단 받은 지 10년이 넘은 사람은 당뇨병이 없는 사람과 비교했을 때 췌장암의 발생 위험이 50% 증가한다. 한편 2021년에는 췌장이 대량의 방사성 세슘(세슘-134, 세슘-137)을 흡수했을 때 췌장섬의 손상으로 인해 만성 췌장염의 원인이 되며, 아마 췌장암까지도 이어질 수 있다는 보고가 있었다. 이는 곧 3c형 당뇨병의 원인이 된다. 후쿠시마와 체르노빌에서 피폭되었던 인구, 특히 소아와 청소년의 경우 만성 췌장염, 췌장암, 당뇨병 발생이 증가하였다고 보고되어 있다.
(비만과 별개로) 특정 종류의 음식이 췌장암 위험을 높이는지는 명확히 밝혀져 있지 않다. 가공육, 적색육, (튀기거나 구운 것과 같이) 아주 높은 온도에서 요리한 고기가 췌장암 발생 위험을 조금 높인다는 근거는 약간 있다.
과도한 알코올 섭취는 만성 췌장염의 주된 원인으로, 차례로 만성 췌장염은 췌장암으로 이어지기 쉽다. 그러나 알코올 섭취가 췌장암을 직접 일으킨다고 확실히 하지는 못한 상태이다. 전반적으로 연관성은 약하게 나타났으며 많은 연구에서 알코올과 췌장암 간의 연관성을 찾아내지 못하였다. 흡연이 둘 간의 강한 교란변수로 작용하였다. 과음(하루에 6잔 이상 음주)의 경우 췌장암과 관련이 있다는 근거가 보다 강력하다.
흡연, 커피, 음주, 육식 위주의 기름진 식사 등의 식생활과 당뇨, 만성 췌장염, 비용종성 대장암 증후군 등의 병력과 베타 나프틸 아민(Beta-naphthylamine), 벤지딘(Benzidine) 등의 물질이 원인이라고 알려지고 있다. 정확히 밝혀지진 않았지만, 어느 정도의 관계성은 확인되었다.
그리고 유전적인 요인이 큰 편이며 혈액형에 따라 차이를 보이는데 A형과 AB형 그리고 B형 혈액형은 O형과 비교해서 1.3배 이상 위험도가 높다고 한다. (출처: Blood Type Linked to Risk of Pancreatic Cancer)

## 병태생리

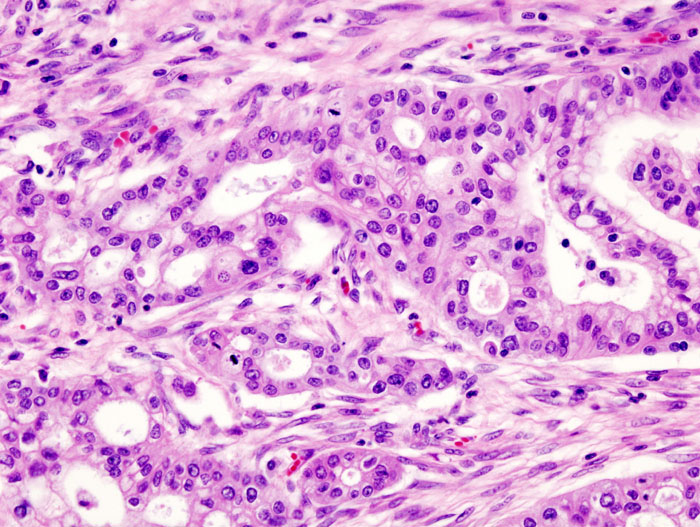
췌장암 중 가장 흔한 췌관선종의 현미경 사진, H&E 염색.

### 전암병변

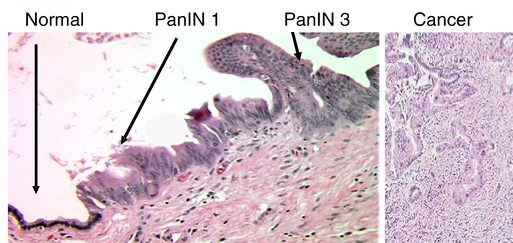
차례로 정상 췌장, 췌장 상피내 신생물(췌장암의 전암병변), 췌장암의 현미경 사진, H&E 염색.

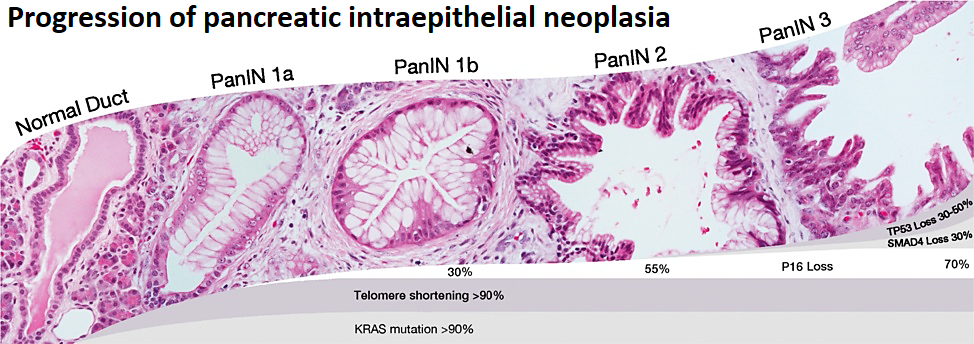
췌장 상피내 신생물의 진행 과정. 동반되는 유전자 돌연변이가 함께 표시되어 있다.

외분비암은 췌장의 다양한 전암병변에서 발생한다고 생각되나, 전암병변이 반드시 암으로 진행하지는 않는다. 또한 다른 이유로 CT 스캔을 실시하는 경우가 많아지면서 전암병변을 의도치 않게 발견하는 경우도 증가했지만, 이것을 무조건 치료하지는 않는다. 거의 항상 양성인 췌장 장액성 낭선종을 제외하면, 네 가지 종류의 전암병변이 알려져 있다.
첫 번째는 췌장 상피내 신생물(pancreatic intraepithelial neoplasia, PanIN)이다. 이 병변은 췌장에 발생하는 현미경적 이상이며, 암이 진단되지 않았던 사람들의 부검에서 종종 발견된다. PanIN은 저등급에서 고등급까지 진행한 뒤 결국 종양이 되기도 한다. 어떤 등급이든 KRAS 유전자에 결함이 있는 경우가 90% 이상이다. 2등급과 3등급의 경우 CDKN2A (p16), p53, SMAD4 같은 추가적인 유전자에 손상이 있는 것이 종종 발견된다.
두 번째로는 관내 유두상 점액성 종양(intraductal papillary mucinous neoplasm, IPMN)이 있다. IPMN은 육안으로 볼 수 있는 병변으로, 전체 성인의 약 2%에서 발견된다. 70세일 때 이 비율은 10%까지 높아진다. 침습성 암으로 발전할 위험은 대략 25%이다. 40~65%에서는 KRAS 유전자 돌연변이가 나타날 수 있다. 그 외에도 GNAS Gs 알파 서브유닛과 RNF43 돌연변이가 있을 수 있다. 이들은 윈트 신호전달 경로에 영향을 미친다. IPMN은 수술로 제거한 경우에도 췌장암의 발생 위험은 여전히 상당히 높아진 채로 남아 있게 된다.
세 번째는 췌장 점액성 낭성 종양(pancreatic mucinous cystic neoplasm, MCN)으로, 주로 여성에서 발생한다. 양성으로 남을 수도, 암으로 진행할 수도 있다. 병변이 크거나, 증상을 일으키거나, 의심되는 특징이 있는 경우 대개 수술을 통해 제거한다.
췌장의 마지막 전암병변은 관내 관유두상 종양(intraductal tubulopapillary neoplasm)이다. 세계보건기구(WHO)에서 2010년 처음으로 분류한 병변으로, 전체 췌장 종양의 1~3% 정도를 차지한다. 진단 시 중앙연령은 61세, 연령의 범위는 35~78세였다. 이 병변은 50% 정도가 침습성으로 변하였다. 임상적으로든 영상의학적으로든 다른 병변과 구별하는 것은 매우 어려우므로, 진단은 조직학적 소견에 따라 내린다.

### 침습성 암
췌관선암종에서 발생하는 유전적 사건은 잘 알려져 있으며, 흔한 종류의 종양에 대해서는 엑솜 시퀀싱이 완벽히 끝마쳐진 상태이다. 다수의 선암종에서 네 가지 유전자에 돌연변이가 발생하는 것이 발견되어 있다. 이들은 각각 KRAS (95%), CDKN2A (95%), TP53 (75%), SMAD4 (55%)이다. 특히 SMAD4 돌연변이는 나쁜 예후와 연관되어 있다. SWI/SNF 돌연변이/결실은 선암종의 10~15% 정도에서 발생한다. 그 외 여러 다른 종류의 췌장암과 전암병변에서 발생하는 유전자 이상에 대해서도 연구가 진행되어 왔다. 흔한 형태의 췌장암에 대해 시행된 전사체학 분석과 mRNA 시퀀싱은 사람 유전자의 75%가 종양에서 발현되며, 특히 다른 종양과 비교했을 때 약 200개의 유전자가 보다 특이적으로 췌장암에서 발현된다는 것을 밝혔다.

### PanNETs
췌장신경내분비종양에서 자주 돌연변이가 나타나는 유전자는 외분비 췌장암과 다르다. 예를 들어 KRAS 유전자 돌연변이는 일반적으로 췌장신경내분비종양에서는 나타나지 않는다. 대신 유전성 MEN1 유전자 돌연변이가 있을 시 MEN1 증후군의 발생 위험이 생기는데, 이 질환은 둘 이상의 내분비선에서 원발성 종양이 발생하는 병이다. MEN1 돌연변이를 가지고 태어난 사람의 약 40~70%가 췌장신경내분비종양에 걸린다. 그 외에 자주 돌연변이가 생기는 유전자에는 DAXX, mTOR, ATRX 가 있다.

## 진단
진단은 췌장의 관찰을 위한 초음파검사와 전산화단층촬영(CT), 자기공명영상(MRI)을 실시하고, 췌관과 담관의 형태를 내시경을 통해 살펴보는 내시경적 역행성담췌관조영술(ERCP), 내시경적 초음파검사(EUS)를 실시한다. 이 외에 양성자방출단층촬영(PET), 혈청 종양표지자, 복강경검사 등을 통해 검사하여 진단한다. 조기증상이 잘 나타나지 않기 때문에 황달이나 장기폐색이 진행되어 증상이 나타나는 말기에 주로 발견된다.

## 치료
치료는 외과, 방사선, 항암제 요법으로 이루어지며 치료요법을 복합적으로 실시하는 것이 좋다. 외과요법은 암을 잘라내는 절제술인데, 췌장암은 수술을 해야만 완치할 수 있다. 암의 부위에 따라 세부절제술과 절제부위가 달라지는데, 췌장 전체를 절제해야하는 경우도 있다. 또한 암을 제거하지 못하는 경우에는 음식섭취를 위해 위와 장을 연결하고, 황달을 막기 위해 담관과 장을 연결하기도 한다. 방사선요법은 방사선으로 암을 파괴하는 것이며 항암제요법은 항암제를 사용해 암세포를 죽이는 것으로 전이를 막을 수 있지만 구토, 식욕부진, 혈액이상, 탈모 등의 부작용이 발생할 수 있어 투여에 주의해야 한다. 이 세가지 치료말고도 온열요법, 면역요법 등이 있는데 이 치료는 다른 치료의 보조치료로 실시된다.

## 예방
완치가 어렵기 때문에 발병의 위험요인을 감소시켜주는 것으로 예방하는 것이 좋다. 고지방식이나 고열량식, 육식 위주의 식습관 등을 줄이고 흡연, 음주, 화학물질에 대한 노출 등을 멀리한다. 그리고 만성 췌장염에 대한 적극적인 치료도 중요하다. 예전에는 세계적 명의들도 두손두발 다 든 암이 췌장암이었으며, 의학의 발전 따위 무시하는 암이었다. 그러나 최근에는 의학 연구의 발전으로 췌장암 3~4기라도 항암치료로 암의 크기를 줄이고 전이된 부분을 줄여서 절제 수술을 통하여 생명 연장을 하는 경우도 있으나 소수에 지나지 않는다. 췌장암은 아직도 사망률 1위의 암이므로 개인의 건강 관리를 통한 예방도 중요하지만 발견도 중요하므로 주기적인 검진도 필요하다.

## 분포

2012년 기준, 췌장암으로 인한 100만 명당 사망자 수
0–4
5–6
7–9
10–15
16–25
26–33
34–70
71–121
122–162
163–235

2015년 한 해 기준, 모든 종류의 췌장암을 합해 전 세계의 췌장암으로 인한 총 사망자 수는 411,600명이었다. 미국의 경우, 2014년 한 해 기준으로 새로 췌장암 진단을 받은 사람은 46,000명, 사망자 수는 40,000명일 것으로 추정된다. 신규 암 발병 사례에서 췌장암은 겨우 2.5% 정도를 차지할 뿐이지만, 매년 사망자 수를 기준으로 본다면 암으로 인한 전체 사망자 수의 6%를 췌장암 사망자가 차지한다. 전 세계에서는 일곱 번째로 사람이 많이 죽는 암으로 기록되고 있다. 한편 영국에서는 다섯 번째, 미국에서는 세 번째로 사람이 많이 죽는 암이다.
전 세계를 기준으로 했을 때 췌장암은 여성에서 11번째로, 남성에서 12번째로 많은 암이다. 대한민국의 경우 2020년 기준 남성에서는 7번째, 여성에서는 6번째로 많이 발생한 암이었다. 2019년에는 남성에서 8번째, 여성에서 7번째를 기록했다. 발생 사례 중 다수는 선진국에서 발병한 것이다. 미국 인구 기준으로 췌장암 발병의 평균 평생위험도는 67명당 1명, 즉 1.5% 정도이다. 이는 영국의 지표보다는 약간 높다. 췌장암은 여성보다 남성에서 약간 더 많으나, 최근에는 비율 차이가 줄어들었으며 이는 여성 흡연이 증가한 것이 일부 반영된 것으로 생각된다. 미국에서 아프리카계 미국인의 췌장암 발병 위험은 백인보다 50% 정도 높다. 아프리카와 동아시아는 북아메리카와 유럽보다 훨씬 낮은 췌장암 발생 빈도를 보인다. 미국, 중유럽, 동유럽, 아르헨티나, 우루과이 등은 모두 높은 췌장암 비율을 보인다.